# Pamuk
Pamuk is een plaats (község) en gemeente in het Hongaarse comitaat Somogy. Pamuk telt 253 inwoners (2007).

## Voetnoten
1. 1 2  2007-es KSH-adatok